# Gustaf John Ramstedt
Gustaf John Ramstedt (ur. 1873, zm. 1950) – fiński językoznawca i dyplomata, profesor ałtaistyki na Uniwersytecie Helsińskim. Prowadził badania na terenie Mongolii i Azji Centralnej; w latach 1898–1912 odbył siedem wypraw. Uchodzi za jednego z założycieli współczesnego językoznawstwa ałtajskiego.